# Ron Jaworski
Ronald Vincent Jaworski, detto Ron (Lackawanna, 23 marzo 1951), è un ex giocatore di football americano statunitense che ha giocato nel ruolo di quarterback nella National Football League (NFL). Fu scelto nel corso del secondo giro (37º assoluto) del Draft NFL 1973 dai Los Angeles Rams. Al college giocò a football alla Youngstown State University.

## Carriera professionistica

### Los Angeles Rams
Scelto nel corso del secondo giro del Draft 1973 dai Los Angeles Rams, Jaworski inizialmente fu il terzo quarterback nelle gerarchie della squadra. Grazie agli infortuni di John Hadl e James Harris, giocò considerevolmente nel 1975, guidando i Rams a una vittoria nei playoff. Nel 1976 perse il posto di quarterback titolare in favore di Pat Haden.

### Philadelphia Eagles
Nella primavera del 1977, Jaworski fu scambiato dai Rams coi Philadelphia Eagles per il tight end ex All-Pro tight end Charle Young; lo scambio fu tecnicamente illegale per le regole della NFL, dal momento che sia Jaworski che Young erano giunti alla scadenza dei loro contratti, ma nessuno sollevò obiezioni così l'accordo fu ratificato.
Con un giovane Dick Vermeil come allenatore, a Ron fu data l'occasione di competere per un ruolo da titolare negli Eagles. Le cose non furono facili per il giovane quarterback, ma Vermeil non si arrese e preso gli Eagles divennero presto una squadra da playoff.
Gli Eagles raggiunsero i playoff nel 1978 e 1979, ma furono eliminati nei primi turni. Lentamente, Vermeil trasformò gli Eagles in una formazione da Super Bowl con Jaworski come leader dell'attacco. Nel 1980, gli Eagles vinsero 11 delle prime 12 gare, (inclusa una vittoria sui futuri vincitori del Super Bowl, gli Oakland Raiders) e vinsero il titolo della NFC Eastern Division per la prima volta. Jaworski ebbe una stagione stellare, venendo premiato come giocatore dell'anno dalla UPI e vincendo il Bert Bell Award. Ron guidò gli Eagles a superare i Minnesota Vikings nel Divisional Round dei playoff (31-16) e poi sconfisse i Dallas Cowboys nella finale della NFC (20-7), raggiungendo il primo Super Bowl della storia della franchigia. Gli Eagles arrivarono al Super Bowl XV da favoriti ma persero contro gli Oakland Raiders.
Malgrado diverse ottime stagioni dal punto di vista statistico tra il 1977 e il 1986, Jaworski non riuscì mai a vincere il Super Bowl negli anni con gli Eagles diretti dal campo allenatore Marion Campbell. Dopo una prestazione negativa nella prima gara della stagione 1985, fu messo in panchina in favore del rookie Randall Cunningham nella settimana 2; Jaworski successivamente riconquistò il posto da titolare e giocò bene, venendo premiato come miglior giocatore offensivo della settimana nel turno 7. Inoltre pareggiò il record NFL con un touchdown da 99 yard nei tempi supplementari per Mike Quick nel 1985 contro gli Atlanta Falcons. Dopo che Jaworski si infortunò ancora nella stagione successiva, il nuovo allenatore degli Eagles Buddy Ryan rese Randall Cunningham il suo quarterback titolare fino alla fine della stagione. La squadra scelse di non rifirmare Jaworski alla fine della stagione, svincolandolo. Terminò con 69 vittorie, 67 sconfitte e un pareggio come quarterback titolare degli Eagles.

### Miami Dolphins
Nella primavera del 1987, Ron firmò coi Miami Dolphins come riserva del quarterback Dan Marino. Jaworski non scese mai in campo nel 1987 e sporadicamente nel 1988.

### Kansas City Chiefs
Ron si trasferì ai Kansas City Chiefs nel 1989, giocando un paio di gare come titolare in una rotazione tra QB che comprendeva Steve DeBerg e Steve Pelluer. A un certo punto, lui e il centro Mike Webster formarono la seconda più vecchia coppia QB-centro della storia della NFL. A fine stagione si ritirò.

## Palmarès

### Franchigia
- National Football Conference Championship: 1

Philadelphia Eagles: 1980

### Individuale
- Convocazioni al Pro Bowl: 1

1980
- Bert Bell Award: 1

1980
- Philadelphia Eagles Hall of Fame

## Statistiche
| Yard passate  | 28 190 |
| Touchdown     | 179    |
| Intercetti    | 164    |
| Passer rating | 72,8   |